# Catherine Keener
Catherine Ann Keener (n. 23 martie 1959) este o actriță americană. Ea a fost nominalizată de două ori la Premiul Oscar pentru cea mai bună actriță pentru rolurile ei ca Maxine Lund în În pielea lui John Malkovich (1999) și Harper Lee în Capote (2005). Keener, de asemenea, a apărut în filme precum Into the Wild (2007) și Synecdoche, New York (2008), care au fost bine primite de critici. Keener colaborează des cu regizoarea Nicole Holofcener, jucând în fiecare film regizat de aceasta până în prezent.

## Biogafie
Keener s-a născut în Miami, Florida, în 1959 (deși unele surse spun 1960), fiind cel de-al treilea dintre cei cinci copii ai lui Evelyn (născută Jamiel) și Jim Keener, un manager al unui magazin de automobile. Ea este de origine irlandeză, din partea tatălui și de origine libaneză din partea mamei. Keener este catolică și a învățat la Monsignor Edward Pace High School.
Sora lui Keener, Elizabeth Keener, este tot actriță.

## Filmografie

### Film
| An   | Titlu                                              | Rol                          | Note                  |
| ---- | -------------------------------------------------- | ---------------------------- | --------------------- |
| 1986 | About Last Night...                                | Cocktail Waitress            |                       |
| 1989 | Survival Quest                                     | Cheryl                       |                       |
| 1990 | Catchfire                                          | Trucker's girl               |                       |
| 1991 | Switch                                             | Steve's Secretary            |                       |
| 1991 | Johnny Suede                                       | Yvonne                       |                       |
| 1991 | Thelma & Louise                                    | Hal's wife                   | Scene șterse          |
| 1992 | The Gun in Betty Lou's Handbag                     | Suzanne                      |                       |
| 1993 | The Cemetery Club                                  | Ester's Daughter             |                       |
| 1995 | Living in Oblivion                                 | Nicole Springer              |                       |
| 1996 | Walking and Talking                                | Amelia                       |                       |
| 1996 | The Destiny of Marty Fine                          | Lena                         |                       |
| 1996 | Boys                                               | Jilly                        |                       |
| 1996 | Box of Moonlight                                   | Floatie Dupre                |                       |
| 1997 | The Real Blonde                                    | Mary                         |                       |
| 1998 | Out of Sight                                       | Adele Delisi                 |                       |
| 1998 | Your Friends & Neighbors                           | Terri                        |                       |
| 1999 | 8mm                                                | Amy Welles                   |                       |
| 1999 | Simpatico                                          | Cecilia                      |                       |
| 1999 | Being John Malkovich                               | Maxine Lund                  |                       |
| 2001 | Lovely & Amazing                                   | Michelle Marks               |                       |
| 2002 | Adaptation                                         | Rolul ei                     | Cameo                 |
| 2002 | Full Frontal                                       | Lee                          |                       |
| 2002 | Death to Smoochy                                   | Nora Wells                   |                       |
| 2002 | Simone                                             | Elaine Christian             |                       |
| 2005 | The Ballad of Jack and Rose                        | Kathleen                     |                       |
| 2005 | The Interpreter                                    | Dot                          |                       |
| 2005 | The 40-Year-Old Virgin                             | Trish Piedmont               |                       |
| 2005 | Capote                                             | Nelle Harper Lee             |                       |
| 2006 | Friends with Money                                 | Christine                    |                       |
| 2007 | An American Crime                                  | Gertrude Baniszewski         |                       |
| 2007 | Into the Wild                                      | Jan Burres                   |                       |
| 2008 | Hamlet 2                                           | Brie Marschz                 |                       |
| 2008 | What Just Happened                                 | Lou Tarnow                   |                       |
| 2008 | Synecdoche, New York                               | Adele Lack                   |                       |
| 2008 | Genova                                             | Barbara                      |                       |
| 2009 | The Soloist                                        | Mary Weston                  |                       |
| 2009 | Where the Wild Things Are                          | Connie                       | Și producător asociat |
| 2010 | Please Give                                        | Kate                         |                       |
| 2010 | Cyrus                                              | Jamie                        |                       |
| 2010 | Percy Jackson & the Olympians: The Lightning Thief | Sally Jackson                |                       |
| 2010 | Trust                                              | Lynn Cameron                 |                       |
| 2011 | The Oranges                                        | Paige Walling                |                       |
| 2011 | Peace, Love & Misunderstanding                     | Diane                        |                       |
| 2011 | Maladies                                           | Catherine                    |                       |
| 2012 | A Late Quartet                                     | Juliette Gelbart             |                       |
| 2013 | The Croods                                         | Ugga Crood                   | Voce                  |
| 2013 | Enough Said                                        | Marianne                     |                       |
| 2013 | Captain Phillips                                   | Andrea Phillips              |                       |
| 2013 | Jackass Presents: Bad Grandpa                      | Ellie                        |                       |
| 2014 | Jackass Presents: Bad Grandpa.5                    | Ellie                        | Direct pe video       |
| 2014 | War Story                                          | Lee                          | Și producător         |
| 2014 | Begin Again                                        | Miriam                       |                       |
| 2014 | Elephant Song                                      | Susan Peterson               |                       |
| 2015 | Accidental Love                                    | Rep. Pam Hendrickson         |                       |
| 2016 | Unless                                             | Reta                         |                       |
| 2017 | Get Out                                            | Missy Armitage               |                       |
| 2017 | Little Pink House                                  | Susette Kelo                 |                       |
| 2017 | We Don't Belong Here                               | Nancy Green                  |                       |
| 2017 | November Criminals                                 | Fiona                        |                       |
| 2018 | Nostalgia                                          | Donna Beam                   |                       |
| 2018 | Incredibles 2                                      | Evelyn Deavor / Screenslaver | Voce                  |
| 2018 | Sicario: Day of the Soldado                        | Cynthia Foards               |                       |
| 2020 | The Croods: A New Age                              | Ugga Crood                   | Voce                  |
| 2021 | No Future                                          | Claire                       |                       |
| 2022 | The Adam Project                                   | Maya Sorian                  |                       |
| 2022 | Polar Bear                                         | Narator                      | Voce                  |

## Legături externe
- Catherine Keener la Internet Movie Database
- Catherine Keener la Allmovie